# Tulcingo de Valle
Tulcingo de Valle är en kommunhuvudort i Mexiko.   Den ligger i kommunen Tulcingo och delstaten Puebla, i den sydöstra delen av landet, 170 km söder om huvudstaden Mexico City. Tulcingo de Valle ligger 1 102 meter över havet och antalet invånare är 5 249.
Terrängen runt Tulcingo de Valle är huvudsakligen kuperad, men den allra närmaste omgivningen är platt. Tulcingo de Valle ligger nere i en dal. Runt Tulcingo de Valle är det ganska glesbefolkat, med 30 invånare per kvadratkilometer. Tulcingo de Valle är det största samhället i trakten. I omgivningarna runt Tulcingo de Valle växer huvudsakligen savannskog.